# Matthias Hansen (arkitekt)
 Der er flere personer med dette navn, se Matthias Hansen.
Johan Matthias Hansen (10. april 1781 i København – 29. august 1850 i Altona) var en dansk klassicistisk arkitekt, der var nevø til den berømte C.F. Hansen.
Hans forældre var kgl. lakaj Thomas Hansen og NN. Hansen blev uddannet på Kunstakademiet i København (under sin onkel C.F. Hansen), hvor han vandt den lille sølvmedalje 1801. 
C.F. Hansen, landbygmester i Holsten fra 1784, havde en succesrig tegnestue i Altona, hvor han i 1780'erne og 1790'erne skabte de internationalt berømmede huse langs Palmaille og Elbchaussee. I 1804 blev han imidlertid kaldt hjem til København, der havde brug for hans indsats efter Københavns brand 1795 og Christiansborgs brand 1794. Efter Københavns bombardement 1807 voksede arbejdsopgaverne i hovedstaden kun, og nevøen Matthias Hansen overtog derfor meget af C.F. Hansens arbejde i Altona og omegn. Han var konstitueret stadsbygmester i Altona 1837-41. Ca. 1828-34 havde han tegnestue sammen med Ole Jørgen Schmidt, der også var stærkt påvirket af C.F. Hansens strenge klassicisme. Hovedværket, Baurs landhus, er tegnet sammen med Schmidt.

## Værker
- Kong Christian 7.s sarkofag, Roskilde Domkirke (1808, udført under C.F. Hansens ledelse)

I Holsten:
- Ombygning af slottet Breitenburg (1807-20)
- Genopbygnings og ændring af C.F. Hansens staldbygning Halbmond til Landhaus Thornton, Elbchaussee 228, Altona (efter brand 1820)
- Baur'sche Häuser, Palmaille 53-71, Altona (1824-25, nr. 69-71 nedrevet)
- G.F. Baurs landsted og tidligere staldbygning, nu "Katharinenhof" og "Musenstall", Mühlenberger Weg 33, Blankenese  (1829-36 sammen med Ole Jørgen Schmidt, staldbygning 1839 og ombygget 1955, Baurs Park anlagt 1817-32 af Joseph-Jacques Ramée)
- Havebygning i parken sammesteds
- Tidligere apotek, Elbchaussee 564, Blankenese (1836)
- Herregården Bredeneek (1838, senere tilbygget)
- G.F. Baurs staldbygning, ombygget til bibliotek og kaldet Musenstall, Blankenese (1839)